# Maxfield (Maine)
Pour les articles homonymes, voir Maxfield.
Maxfield est une ville américaine située dans le Comté de Penobscot, dans le Maine. Selon le recensement de 2010, sa population est de 97 habitants.